# Arctia obliterata
Arctia obliterata là một loài bướm đêm thuộc phân họ Arctiinae, họ Erebidae.